# 괴산 봉학사지 석조여래좌상
괴산 봉학사지 석조여래좌상(槐山-寺址石造如來坐像)은 충청북도 괴산군 사리면 사담리, 봉학사지에 있는 고려 초기의 불상이다. 1976년 12월 21일 충청북도의 유형문화재 제30호로 지정되었다.

## 개요
불신만 남아 있는 이 불상은 왼쪽 팔목의 보수를 제외하면 보존상태가 좋은 편이다.
신체에 비해서 큰 얼굴은 앞으로 숙여져 있으며 옷은 왼쪽 어깨만을 감싸고 있다. 손은 오른손 바닥을 무릎에 대고 손끝이 아래를 가리키고, 왼손은 손바닥을 위로 향하게 하여 배꼽 앞에 놓은 모습이다. 오른발을 왼쪽 넓적다리 위에 얹어 놓은 앉은 자세는 그 예가 드문 편이다.
평판적이고 굴곡이 없는 네모진 상체, 목에 있는 3개의 주름, 둔감한 옷주름선 등에서 도식화되는 경향을 보이는 조선시대 불상으로 추정된다.

## 특징
불신만 남아 있던 것을 불두(佛頭)를 찾고, 왼팔목 등을 보수한 것으로 보수 부위를 제외하면 보존상태가 좋은 편이다. 이 불상은 우견편단(右肩偏袒)의 법의(法衣)에 항마촉지인(降魔觸地印)의 수인(手印)으로 통식을 따르고 있으나, 오른쪽 발을 왼쪽 허벅지 위에 올려놓은 항마좌는 그 예가 드문 편이다. 결과부좌(結跨趺座)한 높이 95cm의 좌불은 나발(螺髮)의 머리에 높은 육계가 있고, 신체에 비해서 큰 얼굴을 약간 숙이고 있는 상호(相好)는 원만하다. 굴곡이 배제된 네모진 상체에 띠주름 같은 삼도(三道) 표현, 평판적이고 네모진 형태, 둔감한 옷주름선 등에서 도식화되는 경향을 보인다.

## 같이 보기
- 괴산 봉학사지 오층석탑

## 참고 자료
- 괴산 봉학사지 석조여래좌상 - 국가유산청 국가유산포털